# Scharnitzspitze
Die Scharnitzspitze ist ein nach deutscher Vermessung 2468 m ü. NHN, nach österreichischer Vermessung 2463 m ü. A. hoher Berg am Hauptkamm des Wettersteingebirges auf der Staatsgrenze zwischen Österreich (Bundesland Tirol) und Deutschland (Bundesland Bayern).

## Lage und Beschreibung
Die Scharnitzspitze ist ein Gipfel des Wettersteingebirges. Sie liegt zwischen den höheren Gipfeln der Schüsselkarspitze im Osten und dem Oberreintalschrofen im Westen. Sie ist von diesen Bergen durch die östliche und westliche Wangscharte getrennt. Nördlich liegt das Tal der Partnach und südlich das der Leutascher Ache. Sie ist einer der Gipfel, die das Oberreintal im Süden abschließen.
Die Scharnitzspitze ist ein bekannter Kletterberg in den Nördlichen Kalkalpen, besonders die Südwand weist eine hohe Zahl von Klettertouren auf. Dies ist bedingt durch die starke Gliederung der Wand mit Stufen, Bändern, Rissen und Kaminen und durch die südliche Ausrichtung.

## Erschließung und Zugang
Talorte sind Garmisch-Partenkirchen, Leutasch und Mittenwald, diese sind die Ausgangsorte für die Besteigung des Gipfels und der Touren in der Südwand.
Es gibt um die Scharnitzspitze mehrere Schutzhütten, die als Ausgangspunkt dienen können:
- südlich: Wangalm (1751 m) im Scharnitztal;[4] privat geführt, von Leutasch aus zugänglich.
- südlich: Wettersteinhütte (1717 m) im Scharnitztal, unterhalb der Wangalm;[5] privat geführt, Zugang von Leutasch aus.
- nördlich: Oberreintalhütte (1532 m) im Oberreintalkar.

## Alpinismus
Die Erstbesteigung der Scharnitzspitze gelang 1892 Dr. Mainzer mit den beiden Führern Johann und Josef Dengg von Norden aus dem Oberreintal über das Schüsselkar. Sie stiegen bis kurz unter die östliche Wangscharte und von dieser über für damalige Verhältnisse schwierige Kletterpassage zum Gipfel.
Große Klassiker, aber auch heute noch beliebte Klettertouren sind:
- Alte Südwand (UIAA IV, 6 Seillängen), erstbegangen 1905 von Hans Leberle und H. Schulze.[7]
- Hannemann (UIAA V+), erstbegangen 1920 Karl Hannemann und Eberhard Hösch. Es war die erst gerade Tour durch die Südwand.[8]
- Direkte Südwand (UIAA VII, 260 m), erstbegangen 1957 von Walter Spitzenstätter und Helmut Baldauf.[3] Diese Tour ist im Klassiker von Pause beschrieben. Die Route wurde sanft saniert und die brüchigen Stellen sind inzwischen ausgeräumt. Sie ist heute aber zwingend schwerer als vor der Sanierung.[9]

Neue Touren in der Südwand sind:
- Feuerlilie (UIAA 7+, 200 m), erstbegangen 1982 von Hansjörg Randl und Bernhard Hangl[10]
- Weberknecht (UIAA 9-, 200 m), erstbegangen 1988 von B. Hangl und A. Wutscher, erste Rotpunktbegehung von Heinz Zak 1988[11]

Insgesamt sind alle Touren hochalpin und setzen Erfahrung in der Absicherung voraus. Selbst der Abstieg von den Touren ist anspruchsvoll und die Wegfindung nicht einfach. Der Abstieg vom Gipfel erfolgt zur östlich gelegenen Wangscharte, von dieser muss einige Male abgeseilt werden. Eine andere Möglichkeit ist der Abstieg nördlich in das Oberreintalkar.